# Ludwig von dem Bongart
Ludwig (Louis) Josef Ignatz Fortunatus Felix Reichsfreiherr von dem Bongart (* 25. April 1819 auf Schloss Paffendorf; † 6. Mai 1878 ebenda) war ein deutscher Rittergutsbesitzer und Hofbeamter.

## Leben
Ludwig von dem Bongart wurde als Sohn des Fideikommissherrn Ferdinand Franz Josef von dem Bongart und der Charlotte geb. von Waldbott–Bassenheim–Bornheim geboren. Er studierte an der Universität Bonn und wurde 1840 Mitglied des Corps Borussia Bonn. Nach dem Studium wurde er Besitzer der Rittergüter Paffendorf und Winandsrat. Von 1861 bis 1865 baute er Schloss Paffendorf im neugotischen Stil nach den Plänen von August Carl Lange um.
Ludwig von dem Bongart war mit Melanie geb. Reichsgräfin von Walderdorff zu Molsberg kinderlos verheiratet. Er war Erbkämmerer des Herzogtums Jülich.
1851 und 1852 war er für den zweiten Stand im Wahlbezirk Koblenz als Stellvertreter in den Provinziallandtag der Rheinprovinz gewählt und einberufen. Auch 1854 bis 1872 war er als Stellvertreter gewählt, nahm aber an keinen Sitzungen teil.
Er war Ritter des Königlich bayerischen St.-Georgs-Ordens.